# Garchy
Garchy – miejscowość i gmina we Francji, w regionie Burgundia-Franche-Comté, w departamencie Nièvre.
Według danych na rok 1990 gminę zamieszkiwało 388 osób, a gęstość zaludnienia wynosiła 18 osób/km² (wśród 2044 gmin Burgundii Garchy plasuje się na 539. miejscu pod względem liczby ludności, natomiast pod względem powierzchni na miejscu 391.).